# Blepharella rex
Blepharella rex là một loài ruồi trong họ Tachinidae.